# 이건열
이건열(李建烈, 1963년 4월 25일 ~ )은 전 KBO 리그 해태 타이거즈의 내야수, 외야수이자, 현재 동국대학교 야구부의 감독이다.

## 선수 시절

### 해태 타이거즈시절
1986년부터 1997년까지 선수 생활을 했으며, 12년 동안 896경기에 출전해 통산 타율 0.240을 기록했다. 1986, 1987, 1988, 1989, 1991, 1993, 1996년 한국시리즈에서 활약했다. 투수를 제외한 모든 수비 위치를 맡을 수 있어서 멀티플레이어로 불렸다. 
하지만 1996년 초 하와이 항명사건의 주동자로 찍혀 1997년 시즌 후 은퇴했다.

## 야구선수 은퇴 후
일본 프로 야구 센트럴 리그 팀 주니치 드래건스에서 연수를 받았으며 1999년 말 김준환 감독 대행이 쌍방울 레이더스 정식 감독으로 부임한 과정에서 코치로 부임했으나 팀이 2000년 1월에 해체된 후 새로 창단된 SK 와이번스에서 코칭스태프를 맡아 지도자 생활을 시작했다. 강병철이 SK 와이번스 초대 감독으로 부임한 그 해 말 단행된 '쌍방울 색 지우기' 프로젝트에 따라 팀을 떠나 친정 팀인 KIA 타이거즈 코치로 자리를 옮겼다. 이들 뿐 아니라 기존 쌍방울 레이더스 코치 출신인 박상열과 김만후 코치가 해고됐고 이외에도 쌍방울에서 그대로 받은 선수들 위주로 대대적인 구조 정리가 단행됐다. 그 후에는 KIA 타이거즈, LG 트윈스에서 타격 코치로 일했으며 본인이 그랬던 것처럼 1996년 초 하와이 항명사건의 주동자였던 이순철, 정회열이 1997년 시즌 후 자유계약선수로 풀렸다.

## 출신 학교
- 광주월산초등학교
- 광주동성중학교
- 광주상업고등학교(전학) → 전주상업고등학교(전학) → 군산상업고등학교
- 동국대학교

## 통산 기록
| 연도 | 팀명   | 포지션         | 타율  | 경기 | 타수 | 득점 | 안타 | 2루타 | 3루타 | 홈런 | 루타 | 타점 | 도루 | 도실 | 볼넷 | 사구 | 삼진 | 병살 | 실책 |
| ---- | ------ | -------------- | ----- | ---- | ---- | ---- | ---- | ----- | ----- | ---- | ---- | ---- | ---- | ---- | ---- | ---- | ---- | ---- | ---- |
| 1986 | 해태   | 우익수         | 0.179 | 25   | 28   | 3    | 5    | 0     | 0     | 1    | 8    | 4    | 0    | 0    | 1    | 0    | 4    | 2    | 1    |
| 1987 | 해태   | 1루수          | 0.216 | 41   | 74   | 11   | 16   | 2     | 0     | 1    | 21   | 4    | 0    | 0    | 5    | 1    | 10   | 2    | 2    |
| 1988 | 해태   | 우익수         | 0.141 | 55   | 78   | 3    | 11   | 1     | 0     | 1    | 15   | 10   | 0    | 1    | 4    | 1    | 11   | 5    | 1    |
| 1989 | 해태   | 우익수         | 0.213 | 92   | 221  | 15   | 47   | 7     | 0     | 3    | 63   | 21   | 8    | 1    | 12   | 3    | 28   | 7    | 2    |
| 1990 | 해태   | 1루수          | 0.241 | 89   | 199  | 17   | 48   | 8     | 2     | 0    | 60   | 16   | 6    | 4    | 7    | 1    | 27   | 6    | 3    |
| 1991 | 해태   | 우익수         | 0.228 | 98   | 267  | 32   | 61   | 8     | 0     | 2    | 75   | 26   | 5    | 5    | 29   | 4    | 35   | 6    | 3    |
| 1992 | 해태   | 좌익수         | 0.270 | 111  | 352  | 53   | 95   | 12    | 0     | 4    | 119  | 42   | 11   | 5    | 33   | 6    | 63   | 9    | 2    |
| 1993 | 해태   | 좌익수         | 0.228 | 111  | 302  | 32   | 69   | 7     | 0     | 5    | 91   | 26   | 10   | 6    | 29   | 3    | 53   | 7    | 2    |
| 1994 | 해태   | 1루수          | 0.250 | 106  | 352  | 45   | 88   | 14    | 1     | 7    | 125  | 39   | 5    | 7    | 30   | 4    | 51   | 7    | 3    |
| 1995 | 해태   | 1루수          | 0.295 | 85   | 275  | 28   | 81   | 9     | 1     | 2    | 98   | 27   | 5    | 2    | 14   | 1    | 53   | 4    | 1    |
| 1996 | 해태   | 지명타자 1루수 | 0.229 | 71   | 227  | 26   | 52   | 4     | 0     | 4    | 68   | 36   | 5    | 2    | 22   | 1    | 40   | 9    | 2    |
| 1997 | 해태   | 1루수          | 0.115 | 12   | 26   | 1    | 3    | 0     | 0     | 0    | 3    | 1    | 0    | 0    | 3    | 0    | 8    | 0    | 1    |
| 통산 | 12시즌 | 외야수         | 0.240 | 896  | 2401 | 266  | 576  | 72    | 4     | 30   | 746  | 252  | 55   | 33   | 189  | 25   | 383  | 64   | 23   |

## 참고 자료 및 외부 링크
- 《2009 한국프로야구 기록대백과》(2009, 한국야구위원회)
- 한국 야구 위원회 선수 검색 (이건열)